# Donacoscaptes strigulalis
Donacoscaptes strigulalis là một loài bướm đêm trong họ Crambidae.